# Vesna Kesić (Feministin)
Vesna Kesić (* 20. April 1948; † 27. Dezember 2020 in Zagreb) war eine jugoslawische bzw. kroatische Journalistin und Feministin.

## Leben
Vesna Kesić studierte Psychologie und Soziologie an der Universität Zagreb. Seit ihrer Teilnahme an der 1978 in Belgrad abgehaltenen internationalen feministischen Konferenz Drug-ca žena: žensko pitanje – novi pristup? (Genossin Frau: Frauenfrage – ein neuer Ansatz?) engagierte sie sich in feministischen Organisationen. Unter anderem war sie an der Gründung der Sektion Frauen der Kroatischen Soziologischen Gesellschaft beteiligt, die in den 1980er Jahren Zentrum des sozialwissenschaftlichen Diskurses zu dieser Thematik in Jugoslawien war. Sie arbeitete in den 1980er Jahren als Journalistin für Zeitschriften wie Start, Slobodna Dalmacija, Mladina und NIN.
In den 1990er Jahren machte sie ihren Master-Abschluss an der New School for Social Research in New York City mit einer Arbeit über die Konstruktion von Geschlecht und ethnischer Zugehörigkeit in den Jugoslawienkriegen und deren Rolle für die Entstehung von Gewalt. Zu dieser Zeit veröffentlichte sie hauptsächlich in alternativen Medien wie z. B. in ARKzin, der Zeitschrift der Antikriegsbewegung Zagreb.
2020 wurde der Dokumentarfilm Ono drugo selo (Dieses andere Dorf) veröffentlicht und auf dem Liburnia Film Festival in Opatija gezeigt, den sie gemeinsam mit Jadran Boban gedreht hatte. Dieser handelt von dem überwiegend von Serben bewohnten Dorf Španovica (ehemals Novo Selo) bei Pakrac.
Vesna Kesić war Vorsitzende des Beirates der Nichtregierungsorganisation Drugi korak – Centar za društvenu integraciju spolnih i rodnih manjina (Der zweite Schritt – Zentrum für die gesellschaftliche Integration von sexuellen und geschlechtsspezifischen Minderheiten).

## Veröffentlichungen (Auswahl)
- Confessions of a “Yugo-Nostalgic” Witch, in: Tanya Renne (Hrsg.): Ana’s land. Sisterhood in Eastern Europe, 1997, ISBN 0-8133-2831-4, S. 195–200
- From Reverence to Rape. An Anthropology of Ethnic and Genderized Violence, in: Marguerite Waller und Jennifer Rycenga (Hrsg.): Frontline Feminisms, 2000, ISBN 0-8153-3442-7, S. 23–36
- Gender and Ethnic Identities in Transition, in: Rada Iveković und Julie Mostov (Hrsg.): From gender to nation, ca. 2002, ISBN 88-8063-341-4, S. 63–80
- Feminizam i država (Feminismus und Staat), 2007, ISBN 9789537203092
- The Gender Dimension of Conflict and Reconciliation. Ten Years After: Women Reconstructing Memory, in: Robert Hudson (Hrsg.): After Yugoslavia. Identities and politics within the successor states, 2012, ISBN 978-0-230-20131-6, S. 144–152